# Пала
Пала (бенг. পাল সাম্রাজ্য) — империя, правившая на территории Индийского субконтинента в классический период. Пала зародилась в Бенгалии, на территории современных Бангладеш и Западной Бенгалии. Империя получила название по именам правителей, оканчивающимся суффиксом -пала, что на санскрите значит «хранитель». Они исповедовали буддизм Махаяны и Ваджраяны. Основатель империи — Гопала — был избран императором Гауры общими выборами в 750 году. Крупнейшие города Палы находятся в Бенгалии и Бихаре, и включают Викрампуру, Паталипутру, Гаур, Мунгер, Пахарпур, Рамвати (Варендра), Тамралипту и Джагаддалу.
Императоры Палы вели прозорливую политику и успешно завоёвывали обширные территории; особую известность получили их боевые слоны. Флот Палы торговал и сражался в Бенгальском заливе. Многие из возведённых в Пале буддийских памятников были разрушены с проникновением на север Индии ислама. Из сохранившихся особенным почётом и уважением буддистов пользуются ступа в Наланде и вихара в Пахарпуре (последняя — памятник Всемирного наследия). Также императоры Палы покровительствовали знаменитым университетам Наланде и Викрамашиле; при них развивался и бенгальский язык. Империя имела дипломатические отношения с Шривиджаей, Тибетской империей и арабским Аббасидским халифатом. На раскопках в городах Палы найдены аббасидские монеты, а на Аравийском полуострове — описания Палы арабскими историками, что указывает на процветающую торговлю и научный обмен между этими государствами. Багдадская академия Дом мудрости в этот период пользовалась достижениями математиков и астрономов Индии.
В период наивысшего расцвета Пала контролировала север Индийского субконтинента, а её земли простирались с территорий современного восточного Пакистана по северу и северо-востоку Индии, Непалу и Бангладеш. В это время Палой правили Дхармапала и Девапала. Также культура империи Пала сильно повлияла на Тибет и всю Юго-Восточную Азию благодаря прозелитизму Атиши и Тилопы. Правители Палы не смогли удерживать север Индии продолжительное время, потерпев поражения от войск Гурджара-Пратихары и Раштракутов, успешно отбивших Каннаудж. За этим поражением последовал краткий период военных неудач, однако затем Махипала отбил атаки Чолы в Бенгалии и Бихаре. Последним сильным правителем Палы стал Рамапала, завоевавший Камарупу и Калингу. К XI столетию Пала сильно ослабла, во многих регионах шли восстания.
Окончательно Палу покорила индуистская империя Сена, Пала стала последней буддийской империей на Индийском субконтиненте. Период её правления считается одним из золотых веков бенгальской истории. Пала принесла мир и процветание в Бенгалию, до того раздираемую гражданскими войнами. При ней были развиты достижения прошлых бенгальских цивилизаций, созданы выдающиеся произведения бенгальского искусства, в особенности скульптурные и архитектурные памятники. При Пале были заложены основы бенгальского языка, в том числе первое произведение на нём, Чарьяпада. Влияние Палы до сих пор заметно в тибетском буддизме.

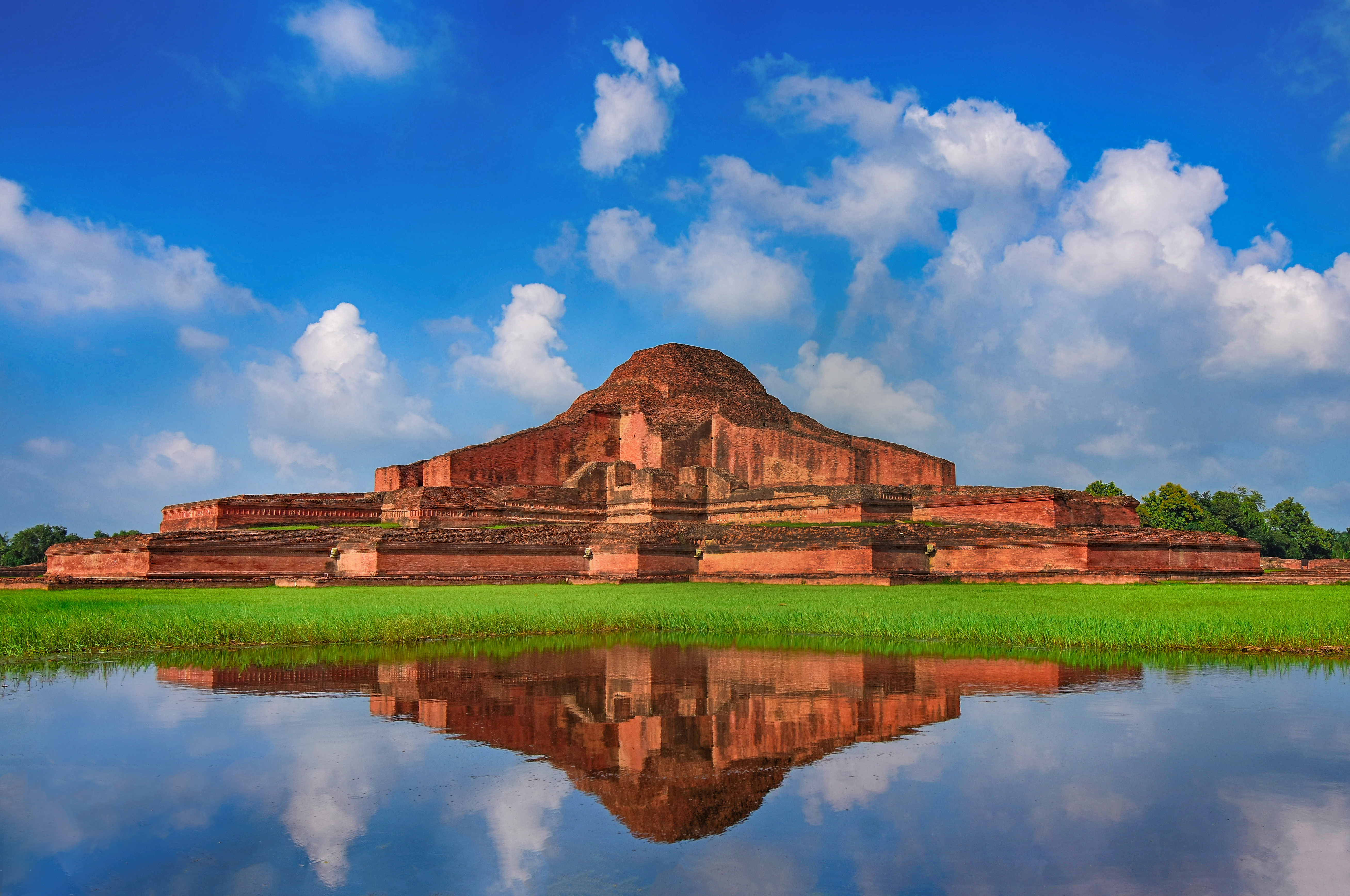
Вихара в Пахарпуре — памятник Всемирного наследия
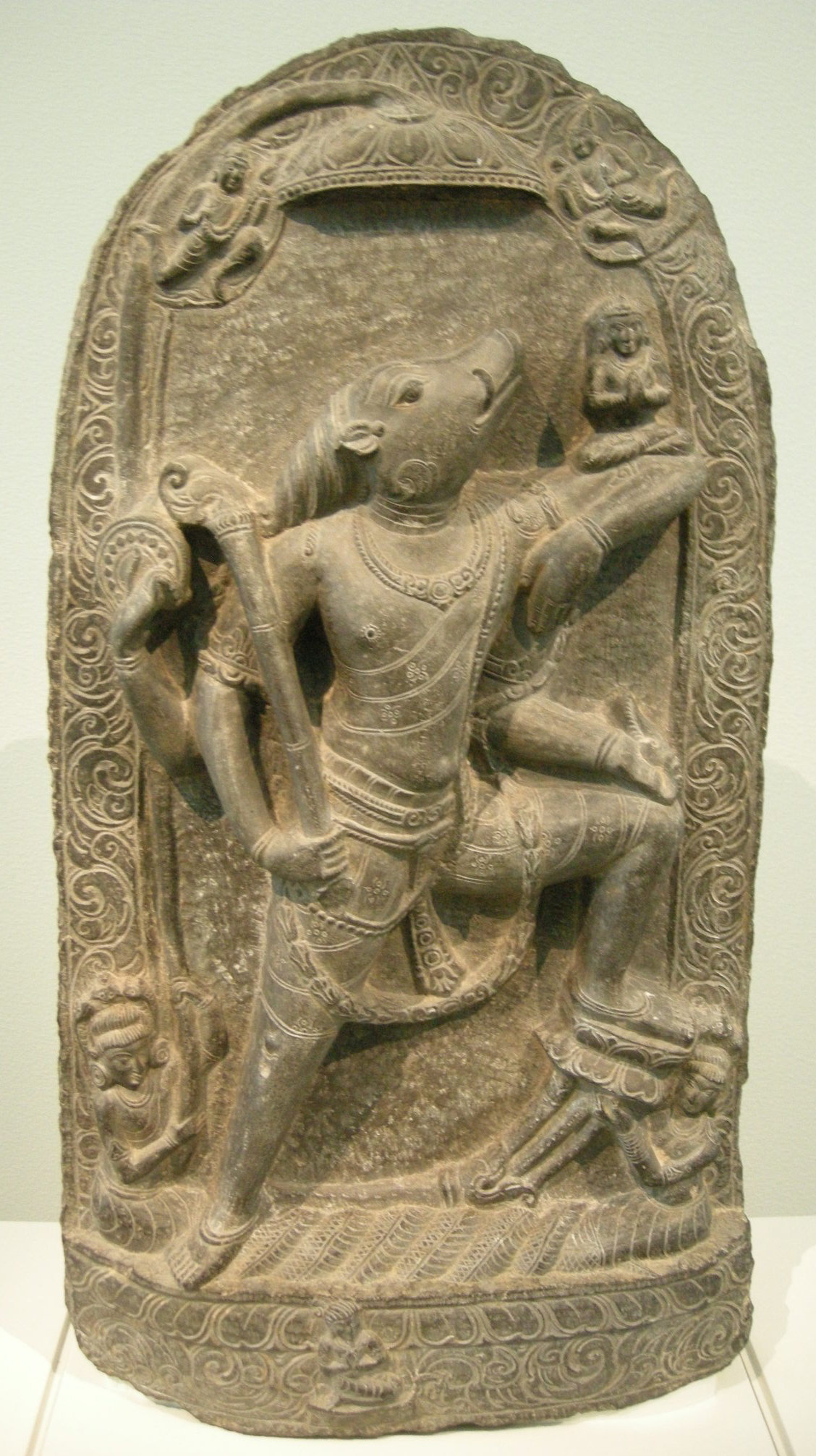
Рельеф Варахи
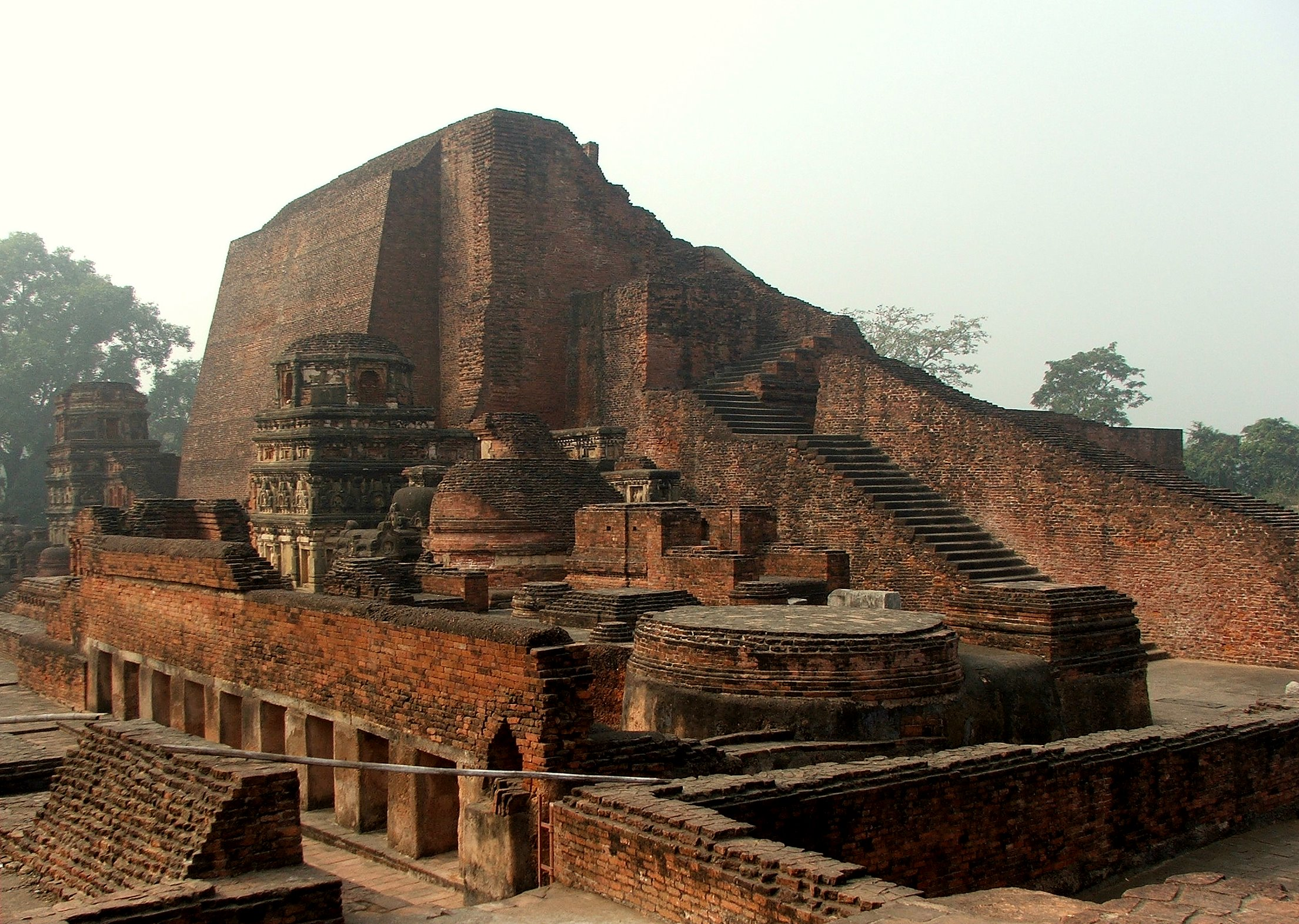
Ступа Шарипутры в университете Наланда

## Правители династии
- Гопала (750—770)
- Дхармапала (770—810)
- Девапала (810—850)
- Шурапала/Махендрапала (850—854)
- Виграхапала (854—855)
- Нараянапала (855—908)
- Райяпала (908—940)
- Гопала II (940—960)
- Виграхапала II (960—988)
- Махипала (988—1038)
- Наяпала (1038—1055)
- Виграхапала III (1055—1070)
- Махипала II (1070—1075)
- Шурапала II (1075—1077)
- Рамапала (1077—1130)
- Кумарапала (1130—1140)
- Гопала III (1140—1144)
- Маданапала (1144—1162)
- Говиндапала (1162—1174)